# Alilaguna Arancio vízibusz (Velence)
A velencei Alilaguna Arancio jelzésű vízibusz a San Marco és a tesserai repülőtér között közlekedik. A viszonylatot az Alilaguna S.p.A. üzemelteti.

## Története
Az Alilaguna Arancio vízibuszt 2007-ben indították. Nyaranta érintette a Murano, Colonna megállóhelyet is, télen nem.
2011-ben kissé módosult az útvonala, a központi végállomását a Sant'Antonióról a San Marcóra helyezték át, és megáll a San Stae megállóban is. Azóta nem érinti nyáron sem Muranót. 2014-től megáll a Santa Maria del Giglio és Ca’ Rezzonico megállóhelyeken is.
| Időszak     | Járat- szám       | Megállók |
| ----------- | ----------------- | --- |
| 2007 – 2011 | Alilaguna Arancio | Sant’Angelo – Rialto – Ponte Guglie – Madonna dell’Orto – Murano, Colonna – Aeroporto                                                      |
| 2011 – 2014 | Alilaguna Arancio | San Marco (Giardinetti) – Sant’Angelo – Rialto – San Stae – Guglie – Orto – Aeroporto (Tessera)                                            |
| 2014 – ma   | Alilaguna Arancio | San Marco (Giardinetti) – Santa Maria del Giglo – Ca’ Rezzonico – Sant’Angelo – Rialto – San Stae – Guglie – Madonna dell’Orto – Aeroporto |

## Megállóhelyei
| sz. | idő (perc) | megállóhely neve        | sz. | idő (perc) | átszállási kapcsolatok                                                                | látnivalók                                                                    |
| --- | ---------- | ----------------------- | --- | ---------- | ------------------------------------------------------------------------------------- | ----------------------------------------------------------------------------- |
| 0   | 0          | San Marco (Giardinetti) | 8   | 74         | 1, 2, 10, N, Alilaguna B, Alilaguna R, Alilaguna V, Arlecchino, Brighella, Pantallone | Szent Márk tér, Dózsepalota, Harry's Bar, Palazzo Giustinian, Palazzo Tiepolo |
| 1   | 3          | Santa Maria del Giglio  | 7   | 71         | 1                                                                                     | Sant'Angelo, Palazzo Corner Spinelli, Palazzo Garzoni                         |
| 2   | 9          | Ca’ Rezzonico           | 6   | 65         | 1                                                                                     | Sant'Angelo, Palazzo Corner Spinelli, Palazzo Garzoni                         |
| 3   | 15         | Sant’Angelo             | 5   | 60         | 1                                                                                     | Sant'Angelo, Palazzo Corner Spinelli, Palazzo Garzoni                         |
| 4   | 19         | Rialto                  | 4   | 56         | 1, 2, N, Arlecchino, Pantallone                                                       | Rialto, Fondaco dei Tedeschi                                                  |
| 5   | 25         | San Stae                | 3   | 50         | 1, N                                                                                  | San Stae, Fondaco dei Turchi, Ca' Pesaro, Ca' Foscarini                       |
| 6   | 34         | Guglie                  | 2   | 42         | 4.1, 4.2, 5.1, 5.2                                                                    | Ghetto                                                                        |
| 7   | 46         | Madonna dell’Orto       | 1   | 30         | 4.1, 4.2, 5.1, 5.2                                                                    | Madonna dell'Orto                                                             |
| 8   | 76         | Aeroporto               | 0   | 0          | Alilaguna B, Alilaguna R                                                              | Velence Marco Polo repülőtér                                                  |

Megjegyzés: A dőlttel szedett járatszámok időszakos (nyári) járatokat jelölnek.